# Spruchkammerverfahren
Spruchkammerverfahren waren Verfahren mit dem Ziel der Entnazifizierung, die nach Ende des Nationalsozialismus in den drei westlichen Besatzungszonen Deutschlands durchgeführt wurden.

## Strafverfahren
Kriegsverbrecher und Personen, die sich Verbrechen gegen den Frieden oder Verbrechen gegen die Menschlichkeit schuldig gemacht hatten, wurden nach dem Kontrollratsgesetz Nr. 10 durch Strafgerichte verurteilt, die die einzelnen Alliierten in ihren Besatzungszonen errichteten. Im Anschluss an den Nürnberger Prozess gegen die Hauptkriegsverbrecher führten die Alliierten in allen Besatzungszonen weitere NS-Prozesse, ein amerikanisches Militärgericht im Nürnberger Justizpalast beispielsweise noch 12 Folgeprozesse gegen weitere Hauptverantwortliche wie Ärzte, Juristen, Militärs und Verwaltungsbeamte. Die Dachauer Prozesse richteten sich gegen ehemaliges Personal der Konzentrationslager.
In der Britischen Besatzungszone verhandelten Militärgerichte auf Grundlage des Royal Warrant (Königlicher Erlass) vom 14. Juni 1945. Für die Aburteilung und Bestrafung von Mitgliedern der vom Internationalen Militärgerichtshof in Nürnberg als verbrecherisch erklärten Organisationen wurden in der britischen Zone zum 1. Januar 1947 deutsche Spruchgerichte eingerichtet. Die Verfahrensordnung hatte der Leiter des neu geschaffenen Zentral-Justizamtes für die Britische Zone Wilhelm Kiesselbach mit Genehmigung der Militärregierung erlassen.
In der Französischen Besatzungszone wurden Militärverwaltungsgerichte errichtet. Ein großer Teil der Rechtsprechung erfolgte beim Tribunal général in Rastatt. Ab September 1948 übernahm der Tribunal de première instance pour les crimes de guerre diese Aufgabe.

## Spruchkammerverfahren

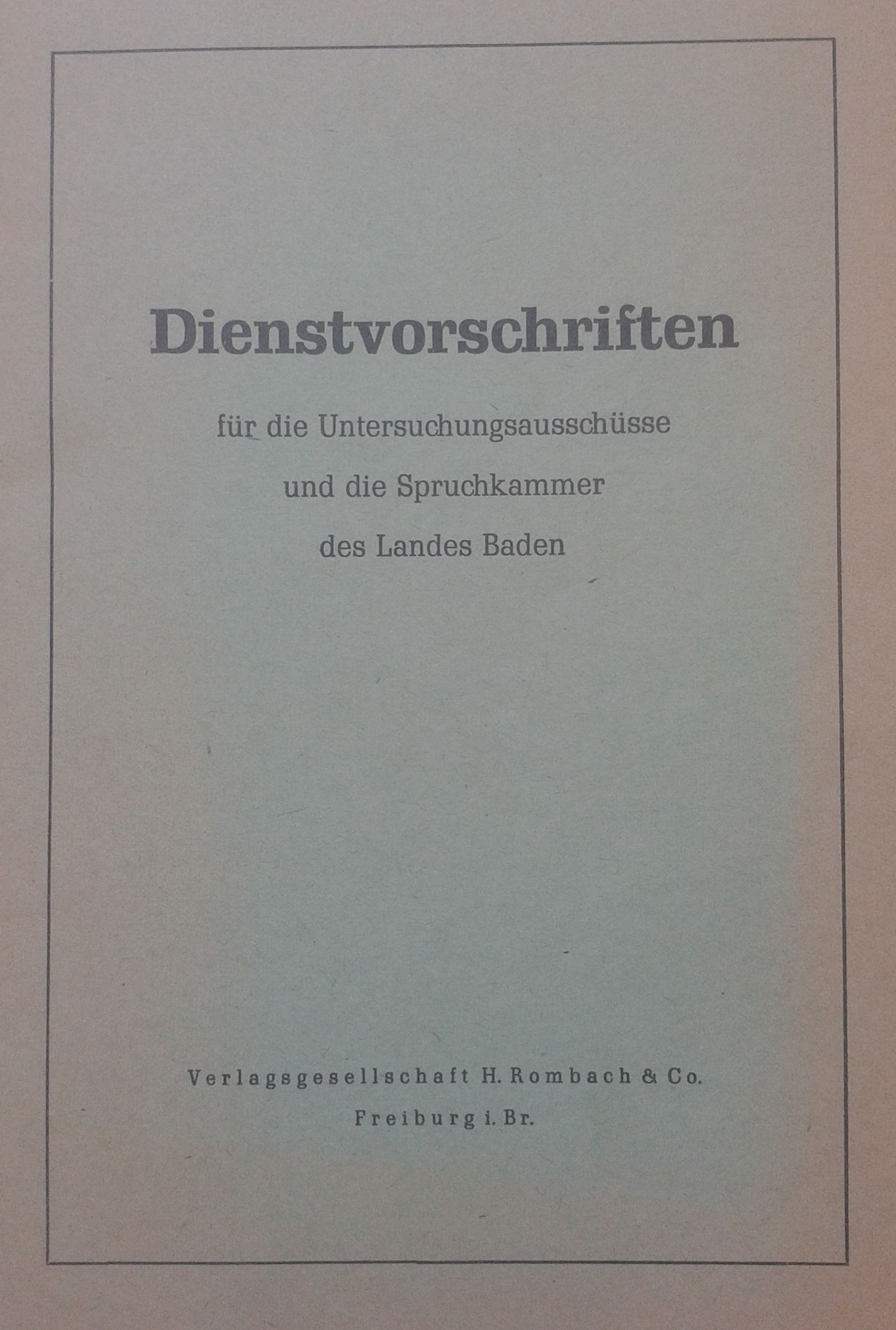
Dienstvorschriften für die Untersuchungsausschüsse und die Spruchkammer des Landes Baden, hrsg. vom „Staatskommissar für die politische Säuberung“, Freiburg 1947

Mit dem Gesetz zur Befreiung von Nationalsozialismus und Militarismus vom 5. März 1946 („Befreiungsgesetz“), welches vom Länderrat des amerikanischen Besatzungsgebietes beschlossen wurde, begannen die Amerikaner in ihrer Besatzungszone  (Bayern, Groß-Hessen und Württemberg-Baden) damit, die Entnazifizierung teilweise in deutsche Hände zu geben. Im Laufe des Jahres 1946 wurde das Befreiungsgesetz auf die britische und französische Besatzungszone ausgeweitet.
Alle Personen, „die die nationalsozialistische Gewaltherrschaft aktiv unterstützt oder sich durch Verstöße gegen die Grundsätze der Gerechtigkeit und Menschlichkeit oder durch eigensüchtige Ausnutzung der dadurch geschaffenen Zustände verantwortlich gemacht haben, sollten von der Einflußnahme auf das öffentliche, wirtschaftliche und kulturelle Leben ausgeschlossen und zur Wiedergutmachung verpflichtet werden“ (Art. 1 des Befreiungsgesetzes).
Zu diesem Zweck wurden die Spruchkammern eingerichtet, die als Laiengerichte fungierten. Den Vorsitz hatten die „öffentlichen Kläger“, die die Befähigung zum Richteramt besitzen oder zumindest für den höheren Verwaltungsdienst qualifiziert sein mussten sowie eine saubere Vergangenheit hatten. Ernannt wurden diese durch den Minister für Befreiung. Darüber hinaus gab es zwei Beisitzer, die mit den lokalen Verhältnissen vertraut sein sollten.
Die Spruchkammern fällten keine Strafurteile, sondern dienten der politischen Säuberung und der Wiedergutmachung. Die Verhängung von Sühnemaßnahmen durch eine Spruchkammer schloss eine strafrechtliche Verfolgung nicht aus und umgekehrt. Im Gegensatz zu Strafverfahren galt bei den Spruchkammern nicht die Unschuldsvermutung: Der Betroffene musste vielmehr die Schuldvermutung durch Beweismittel entkräften und nicht die Spruchkammer seine Schuld beweisen.
Alle volljährigen Deutschen mussten Fragebögen ausfüllen und darin angeben, ob sie Mitglied der NSDAP, einer ihrer Gliederungen oder angeschlossenen Verbände gewesen waren sowie Angaben zu ihrer beruflichen und finanziellen Situation machen. Ein mit 131 Fragen umfangreicherer Bogen, nach Klaus Bölling „das Werk des amerikanischen Hanges zu perfektionistischen Lösungen“, war bereits seit Mitte 1945 im Einsatz, richtete sich aber bis dahin nur an Deutsche in Schlüsselpositionen des öffentlichen Lebens. Verweigerung oder falsche Angaben waren unter Strafe gestellt. Ausgefüllte Fragebögen wurden von den Polizeibehörden quittiert. Die Quittung musste sowohl bei der Ausgabe von Lebensmittelkarten als auch beim Arbeitgeber als Voraussetzung für Weiterbeschäftigung bzw. Neueinstellung vorgelegt werden.
Wer Mitglied der NSDAP oder von NS-Organisationen war, musste sich vor den Spruchkammern rechtfertigen, was 3,6 Millionen Deutsche betraf. Alle anderen galten als „nicht betroffen“. Aufgrund zahlreicher Amnestien (ca. 2,5 Millionen) und Verzicht auf Klageerhebung wurden schließlich noch insgesamt ca. 950.000 Fälle verhandelt.

Im Befreiungsgesetz wurden die NSDAP-Mitglieder und andere „Verantwortliche“ in fünf Gruppen eingeteilt (Art. 4). In der Kontrollratsdirektive Nr. 38 vom 12. Oktober 1946 wurde die Einteilung in diese Gruppen übernommen (Art. 1), um ein einheitliches Vorgehen in den verschiedenen Besatzungszonen zu gewährleisten. Die fünf Gruppen der Verantwortlichen waren:
1. Hauptschuldige
2. Belastete (Aktivisten, Militaristen und Nutznießer)
3. Minderbelastete (Bewährungsgruppe)
4. Mitläufer
5. Entlastete

Die Spruchkammern stellten fest, zu welcher Gruppe ein Beschuldigter gehörte und ordneten die gebotenen Sühnemaßnahmen an. Diese bestanden vor allem in der Verpflichtung zu Wiedergutmachungs- und Aufbauarbeiten (z. B. Trümmerbeseitigung), dem Ausschluss von öffentlichen Ämtern einschließlich des Notariats und der Anwaltschaft, dem Verlust von Rechtsansprüchen auf eine aus öffentlichen Mitteln zahlbare Pension oder Rente, der Einzug von Vermögen sowie der Aberkennung des Wahlrechts, der Wählbarkeit und des Rechts, sich als Mitglied einer Partei politisch zu betätigen. Nach dem Grad der Verantwortlichkeit sollten die Sühnemaßnahmen „in gerechter und billiger Weise“ verhängt werden, „um die Ausschaltung des Nationalsozialismus und Militarismus aus dem Leben des deutschen Volkes und die Wiedergutmachung des verursachten Schadens zu erzielen.“ Von den Betroffenen wurden die Maßnahmen zum Teil als „schwer erträgliche Form sozialer Diskriminierung“ wahrgenommen.
Wer als besonders aktiver Nationalsozialist in Gruppe 1 oder 2 eingestuft wurde, konnte nach Anhörung der Be- und Entlastungszeugen und nach einer Beweisaufnahme in ein Arbeitslager eingewiesen werden, um Wiedergutmachungs- und Aufbauarbeiten zu verrichten, Hauptschuldige für eine Zeit zwischen zwei und zehn Jahren, Belastete bis zu fünf Jahre. Arbeitslager sollten von deutschen Behörden eingerichtet werden, was aber bis Februar 1947 nicht geschah. Außerdem war ihr Vermögen als Beitrag zur Wiedergutmachung einzuziehen. In Bayern wurde dafür im Juli 1946 das Landesamt für Vermögensverwaltung und Wiedergutmachung (BLVW) gegründet.
1948 wurden die 545 regionalen Heimatspruchkammern aufgelöst, 1953 folgten dann auch die zwei Zentralspruchkammern (ZSK).

## Kritik

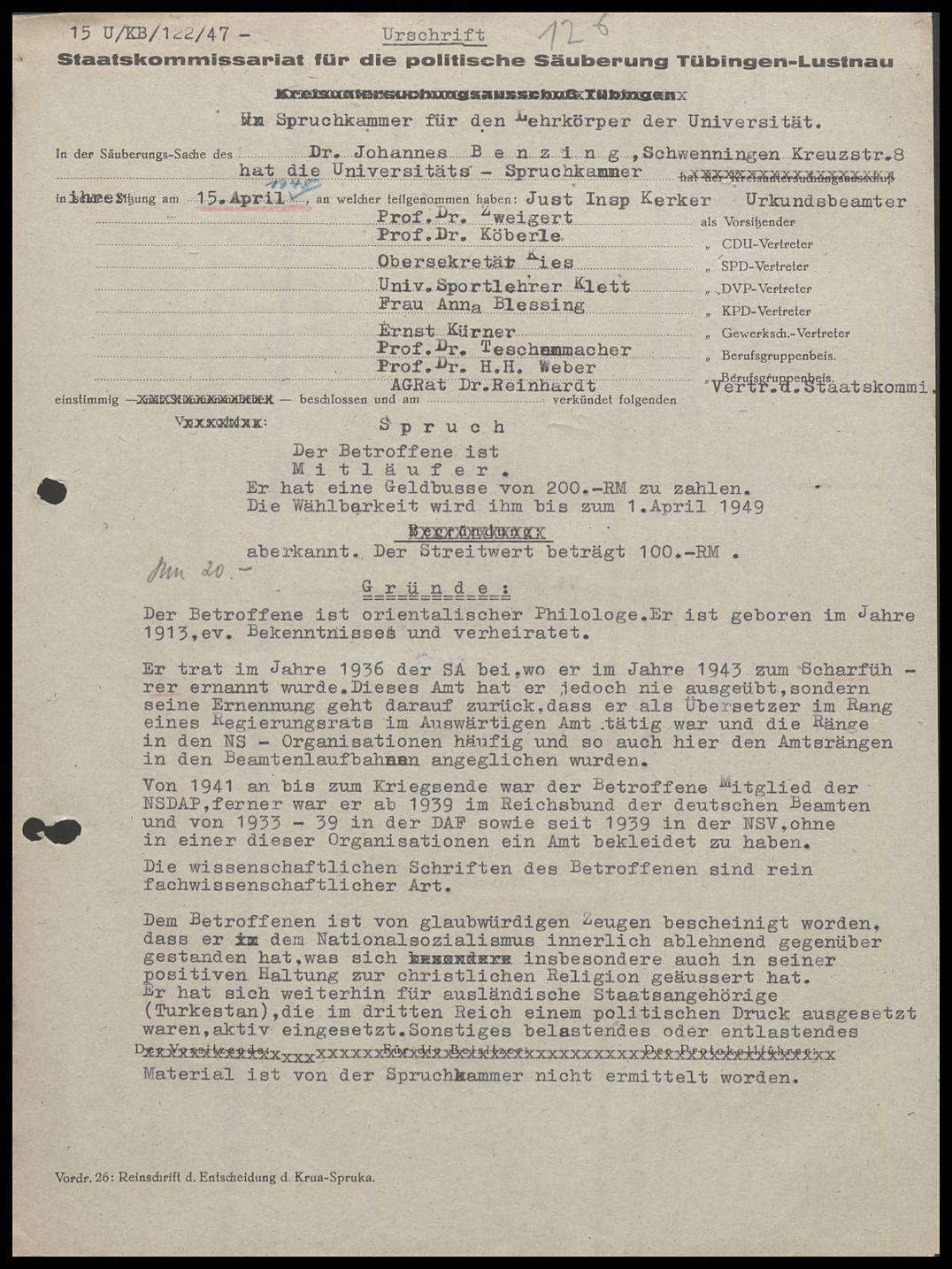
„Mitläufer“ (1948)

In den drei westlichen Besatzungszonen wurden in die beiden ersten Kategorien lediglich 0,7 Prozent der Betroffenen eingruppiert. Mehr als die Hälfte der Spruchkammerverfahren endete mit einer Einstufung als Mitläufer oder Entlasteter, weshalb man die Spruchkammern auch kritisch als „Mitläuferfabrik“ bezeichnet. Über ein Drittel der Verfahren wurde eingestellt. Zahlen für das gesamte Bundesgebiet und vergleichende Statistiken zwischen den drei westlichen Besatzungszonen sind jedoch mit Vorsicht zu genießen, da die Datengrundlage lückenhaft ist und die betrachteten Zeiträume sowie die Verfahrenpraxis sich stark unterscheiden. Als sicher gilt jedoch, dass die Entnazifizierung in der amerikanischen Zone am strengsten war, gefolgt von der britischen und schließlich der französischen.
Aufgrund der umgekehrten Beweislast versuchten viele der Angeklagten während der Verhandlungen, ihre Weste reinzuwaschen und sich ein „Saubermann-Image“ anzuheften, indem sie von ihrem sozialen Umfeld schriftliche Entlastungszeugnisse ausstellen ließen. Der Volksmund prägte für diese daher den Begriff Persilschein.
Auch die für die Spruchkammerverfahren zugrundeliegenden Fragebögen gelten als umstritten. Wenngleich Falschangeben unter Strafe standen, nahmen es viele beim Ausfüllen mit der Wahrheit nicht so genau, betrachteten dies gar als „Kavaliersdelikt“. Nur selten konnten dies aufgedeckt werden, was dazu führte, dass ehrliche, minderbelastete Parteimitglieder härter bestraft wurden als diejenigen, die sich ernsthaft etwas hatten zu Schulden kommen lassen und vor Lügen nicht zurückschreckten.
„Mit Hilfe ihres Fragebogens meinten die Amerikaner, die Deutschen röntgen zu können. Sie bekamen tatsächlich manchen tiefen Einblick in die geistige und in die moralische Verfassung des besiegten Volkes. Die volle Wahrheit jedoch blieb ihnen trotz der 131 Fragen meist verborgen.“
Ein weiterer Grund, warum die Verfahren in der Bevölkerung als ungerecht wahrgenommen wurden, war, dass aufgrund der riesigen Fülle an Verfahren zunächst die Fälle mit einer vermeintlich geringen Schuld behandelt wurden, bei denen – wohl auch auf Druck der USA hin – verhältnismäßig harte Sühnemaßnahmen bis hin zu zehn Jahren Arbeitslager verhängt wurden. Im Laufe der Zeit fielen diese aber milder aus, ausgerechnet dann als die „großen Fische“ an der Reihe waren. Die Historikerin Cornelia Rauh-Kühne prägte dafür den Satz: „Wer spät kam, den belohnte das Leben“.
Der Versuch, jedem seine gerechte Strafe bzw. Sühnemaßnahme zuteilwerden zu lassen, war nach Ansicht des Publizisten Klaus Bölling von vornherein zum Scheitern verurteilt.

„Ihre Versuche, die Schuldigen von den Schuldlosen, die Mitläufer von den überzeugten Ja-Sagern zu trennen und für jede dieser Gruppen eine gerechte Strafe zu finden, konnte aber der Sache nach nicht gelingen. Sie wollten erklärtermaßen nicht Rache nehmen. Sie wollten differenzieren. Sie wollten nicht nur die Partei Hitlers zur Rechenschaft ziehen. Sie wollten ihren Geist verschwinden machen. Sie mußten eines Tages erkennen, daß ihre Mittel begrenzter waren, als sie in diesem Augenblick glaubten. […] Jeder einzelne Fall unterschied sich von dem anderen, und eine gerechte Einstufung der Parteimitglieder in eine der Kategorien wäre auch dann nicht möglich gewesen, wenn die Alliierten eine größere Kenntnis von den vielfältigen Motiven gehabt hätten, die die Deutschen in den zwölf Jahren der Herrschaft Hitlers zum Eintritt in die Partei veranlaßt hatten. Diese Kenntnis war nicht theoretisch, sie war nach der Niederlage auch kaum empirisch zu gewinnen. […] eine gerechte Bestrafung der Belasteten wäre nur nach Verfahren vorstellbar gewesen, die von den Alliierten einen riesigen Apparat von Juristen und Psychologen verlangt hätten. […] Sie stellten sich allerdings die Frage, ob sie angesichts der vielen Komplikationen des Verfahrens nun ganz darauf verzichten sollten. Das war unmöglich, denn sie hatten einen Kreuzzug zur Niederwerfung einer verbrecherischen Ideologie geführt, und sie mußten zumindest den Versuch machen, der Schuldigen habhaft zu werden, um zu verhindern, daß sich die Anhänger des Regimes nach Lippenbekenntnissen zur Demokratie in die wichtigsten Positionen des neuen deutschen Staates einschlichen. […] Die Alliierten waren mit ihren sich von Monat zu Monat verändernden Entnazifizierungs-Direktiven in ein Labyrinth eingetreten […] und sie fanden bis zum Schluß nicht ins Freie. Viele der Schuldigen wurden erkannt und bestraft. Andere konnten, weil das System zu willkürlich war, der verdienten Strafe entgehen. Wieder andere wurden verfolgt, obgleich sie in den Tagen der Gewalt anständig geblieben waren.“